# Mas Vilar (Avinyonet de Puigventós)
El Mas Vilar és una obra d'Avinyonet de Puigventós (Alt Empordà) inclosa a l'Inventari del Patrimoni Arquitectònic de Catalunya.

## Descripció
Gran masia situada al veïnat de Sta. Eugènia, a prop de la capella amb el mateix nom. Aquesta masia de planta baixa, pis i golfes, té les cantonades carreuades, com també totes les obertures, amb carreus ben treballats força ben escairats. El teulat és a dues aigües.